# Lymantria conspersa
Lymantria conspersa är en fjärilsart som beskrevs av Erich Martin Hering 1927. Lymantria conspersa ingår i släktet Lymantria och familjen tofsspinnare. Inga underarter finns listade i Catalogue of Life.